# Ventoy
Ventoy ist ein Open-Source-Tool zur Erstellung von bootfähigen USB-Laufwerken für die Datenformate ISO, WIM, IMG, VHD, EFI. Ventoy eignet sich dazu, mehrere Betriebssystem-Abbilder zu verwalten, um Live-Systeme ohne Installation zu starten. Das Bootmedium (USB-Stick oder -Festplatte) muss hierbei nicht neu formatiert werden, es muss nur das Abbild als Datei auf das Laufwerk kopiert werden, um dieses dann direkt zu booten.

## Features
Ventoy hat die Eigenschaft, dass mehrere Plugins installiert werden können. Ist ein Abbild veraltet, so muss dieses lediglich durch eine aktuellere Datei ersetzt werden – im Gegensatz zu anderen Methoden, bei denen das Medium formatiert und das Abbild erneut entpackt werden muss.

### Theme-Plugin
Mit dem Theme-Plugin lässt sich die grafische Oberfläche des Tools an die eigenen Bedürfnisse anpassen.

### Auto-Installations-Plugin
Mit dem Auto-Installations-Plugin kann man mit Hilfe einer XML-Datei die Installation eines Betriebssystems automatisieren.